# Snaarspanning
Onder snaarspanning wordt de trekkracht in een snaar verstaan ten gevolge van het oprekken van de snaar tussen twee punten. 
Door een snaar strakker te draaien wordt snaarspanning hoger en daarmee de toon. Door met een vinger de effectieve lengte van de snaar te verkorten kun je de toon eveneens verhogen. Door het gebruiken van dunnere/lichtere snaren wordt de toon ook hoger.
Snaarinstrumenten worden doorgaans zo gebouwd dat alle snaren een vergelijkbare snaarspanning kunnen krijgen. Bij een harp en piano worden daar zowel snaarlengte als dikte gebruikt. Bij gitaar kan daar alleen de dikte voor gebruikt worden. De gebruikte snaarspanning heeft consequenties voor het gebruik; een (te) lage snaarspanning (bij dezelfde frequentie) geeft een relatief grote uitwijking van de snaar tijdens het trillen, waardoor de snaar bij luid spelen onbedoeld tegen de toets klettert. Door een snaar met grotere massadichtheid te gebruiken kan de spanning verhoogd worden voor een betere bespeelbaarheid (en andere klankkleur). 
Een (ideale) snaar vertoont trillingen (zie golfvergelijking) volgens:
{\displaystyle f={n \over 2L}{\sqrt {T \over \mu }}}
{\displaystyle n}: 1, 2, 3 ...
{\displaystyle f}: frequentie in hertz in (1 / s)
{\displaystyle L}: lengte van de snaar in meter (m)
{\displaystyle T}: trekkracht (tension) in de snaar in newton (kg m / s²)
{\displaystyle \mu }: massa per meter in (kg / m)